# Hugo (televisió)
Hugo és un videojoc de plataforma que ha estat traspassat a la televisió per a públic juvenil i que s'ha emès a França, Portugal, Castella, i així fins a quaranta països. Es tracta en realitat d'un format danès creat per Interactive Television Entretainment el 1990. El programa consisteix en un joc on el personatge principal és Hugo. L'espectador truca per telèfon i, si arriba a entrar en antena, Hugo interactúa amb ell a través del teclat del seu telèfon. Hugo ha de passat per diferents mons de plataforma, en circuits amb obstacles. L'espectador el fa moure amb el teclat del telèfon.